# Villebrumier
Villebrumier là một làng và xã ở tỉnh Tarn-et-Garonne trong vùng Tarn-et-Garonne, Pháp.

## di tích

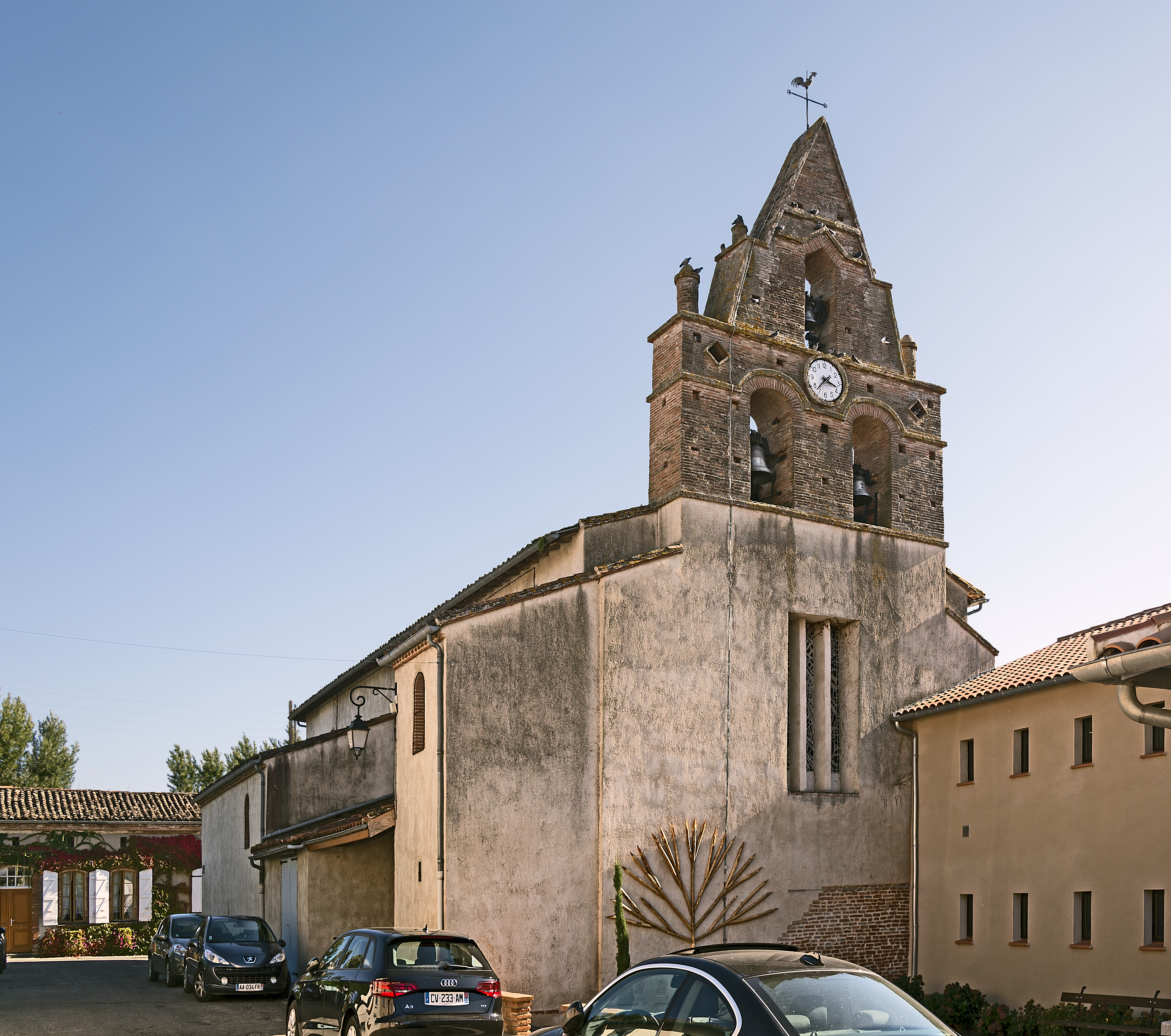
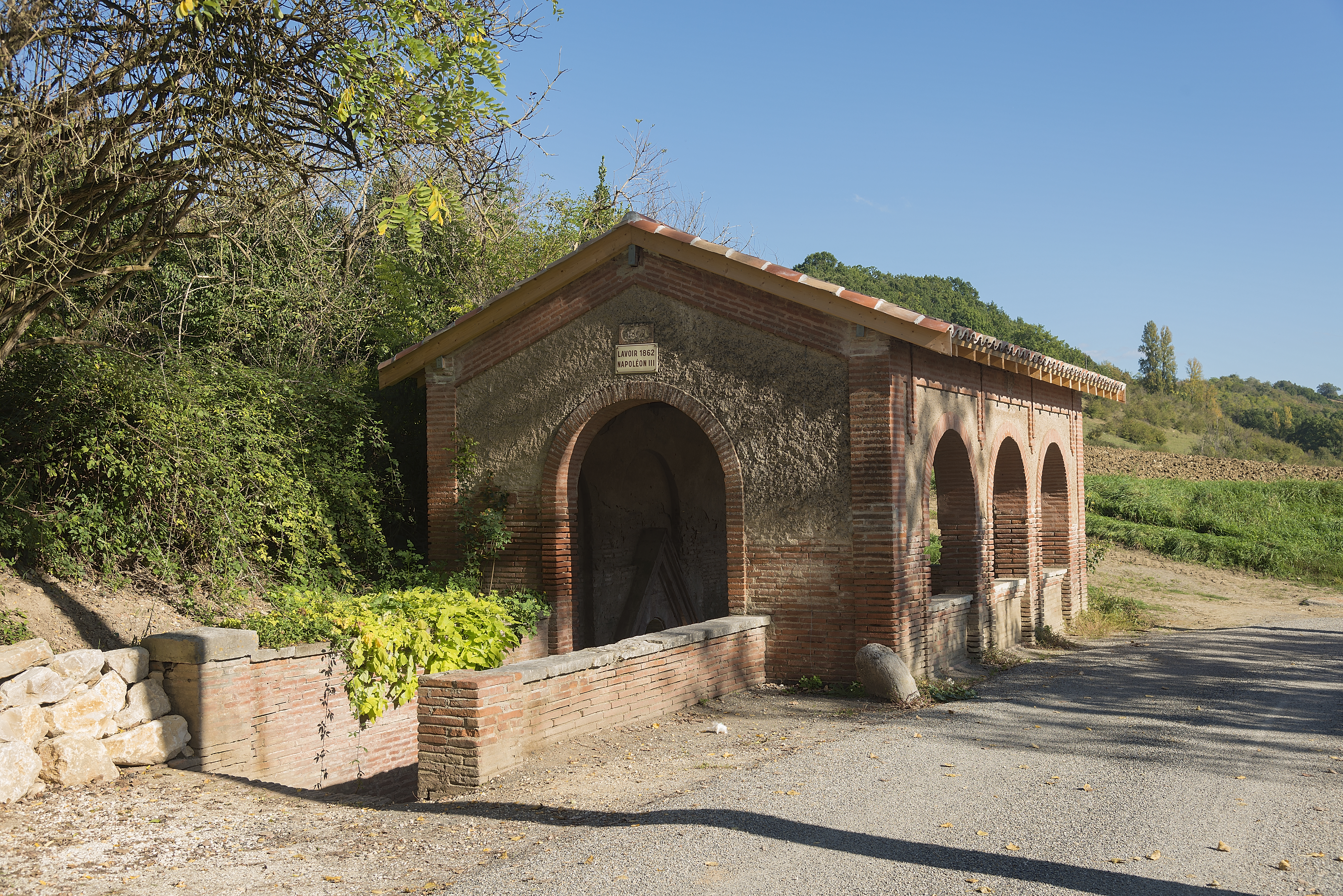
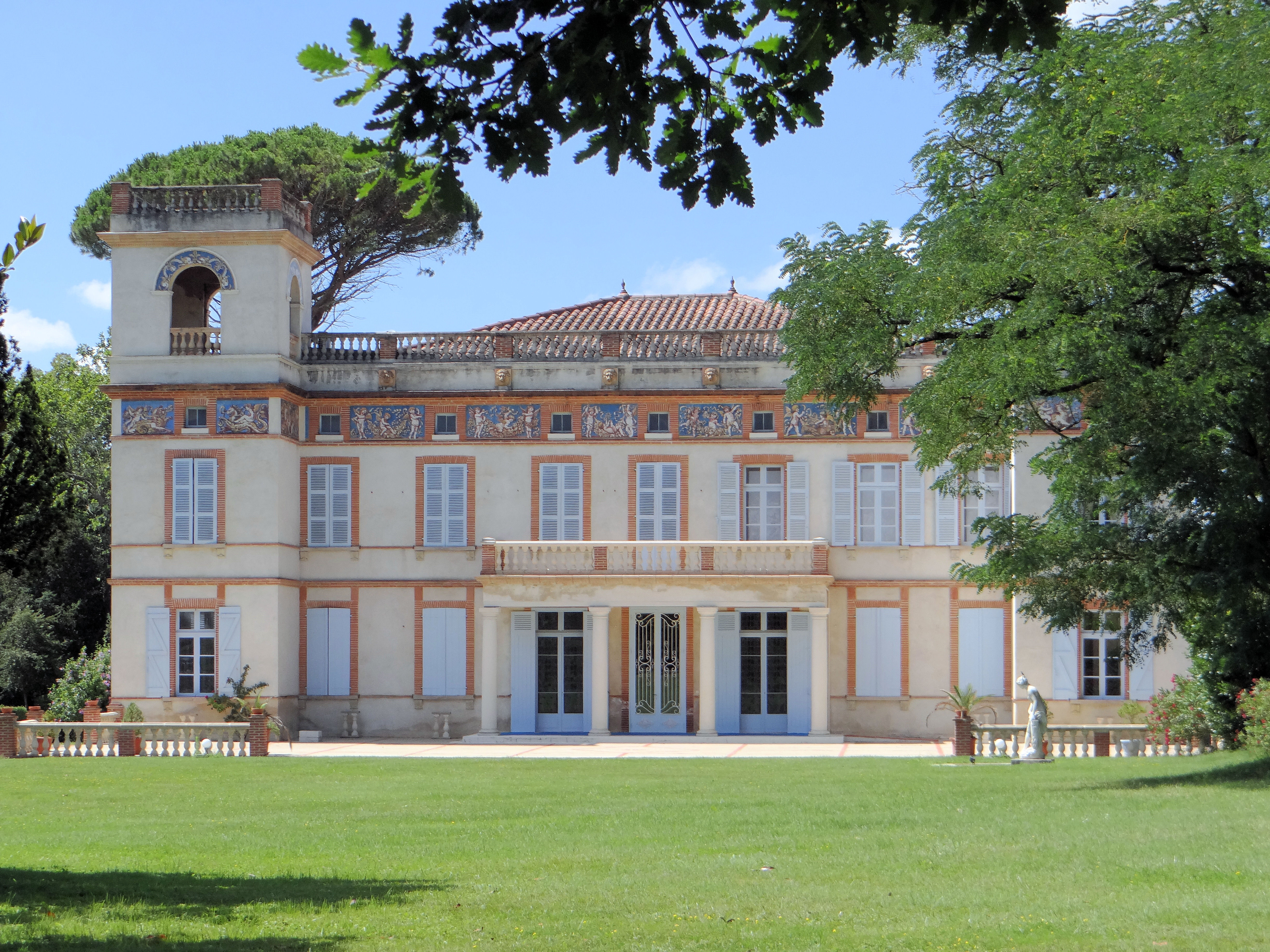